# Rockwell (バンド)
rockwell（ロックウェル）は、黒田学と宍倉聖悟からなる日本の二人組音楽ユニットである。所属レコード会社はドリーミュージック、所属プロダクションはユーズミュージック。

## メンバー
- 黒田 学（くろだ まなぶ、1976年5月29日 - ） - 岡山県岡山市出身、血液型: A型、ヴォーカル担当
- 宍倉 聖悟（ししくら せいご、1975年10月31日 - ） - 北海道札幌市出身、血液型: O型、ギター担当

## 来歴
2005年、ソロ活動をしていた黒田とスタジオ・ミュージシャンとして活動していた宍倉とで結成。都内ライブハウスを中心にバンド名「セイゴとマナブ」で活動開始。11月・12月、宍倉はV6のツアーギタリストを務める。
2006年 rockwellに改名。画家のノーマン・ロックウェルに因む。7月26日に「夏の日の2006 -based on 1993-」でメジャー・デビュー。class「夏の日の1993」のカバー。黒田は、2000年にバンド・COATZ（コーツ）で一度デビューしており、二度目のメジャー・デビューとなる。2008年3月11日、黒田が音楽活動休止を発表。同時にrockwellの活動も休止状態となった。
2023年現在、黒田はバンダイナムコミュージックライブ取締役、宍倉はギタリストとして音楽活動を継続中。

## ディスコグラフィ

### シングル
- 『夏の日の2006 -based on 1993-』（2006年7月26日発売）
- 『Without You』（2006年11月8日発売）
  - バッドフィンガー『ウィズアウト・ユー』カバー）
  - 映画『サッド・ムービー』公式イメージソング
- 『Answer』（2007年2月7日配信のみリリース）
  - アニメ作品『GR-GIANT ROBO-』OPテーマ
- 『幾千のヒカリ』（2007年9月26日発売）

### 参加作品
- 『Sad Songs』（2006年10月25日発売）[1]